# Edelaraudtee
Az Edelaraudtee AS (magyarul: Délnyugati vasút Rt.) észt vasúttársaság volt 1997–2014 között. A brit FirstGroup holdinghoz tartozott. Személy- és teherszállítást végzett, valamint vasúti infrastruktúrát is üzemeltetett. Központja Türiben volt.
1997-ben hozták létre állami tulajdonú vállalatként. A cég vasúti teherfuvarozással és városközi személyszállítássa foglalkozott. A nem villamosított vonalakon DR1 dízel-motorvonatokat üzemeltetett. A teherszállításra csehszlovák gyártmányú CSME3 dízel-elektromos mozdonyokat használt. Emellett az észt vasúti infrastruktúra egy részét is üzemeltette. 2000-ben privatizálták és a brit FirsGroup holdinghoz tartozó GB Railways Eesti AS tulajdonába került. Később az infrastruktúra-üzemeltetést kiszervezték az Edelaraudtee Infrastruktuuri cégbe.
2011-ben 1,82 millió utast szállított. 2012-ben GPS-alapú utastájékoztató rendszert indítottak.
Az észtországi belföldi személyszállítást 2014. január 1-jétől teljes egészében átvette az Elron, az Edelaraudatee pedig beszüntette tevékenységét.